# Les Chevaliers du chaudron
Les Chevaliers du chaudron est un roman d’Henri Vincenot, biographie de 1854 à 1862, de son arrière-grand-père  mécanicien à Dijon, alias « Lazare Denizot ». L'ouvrage a obtenu le prix Chatrian en 1961.

## L’époque
Le récit qui se déroule de 1854 à 1862 . Le roman est la suite de la Pie saoule qui se déroulait du départ de Lazare Denizot en 1849 de son village à son embauche comme mécanicien en janvier1852. Au début du récit, en  1854, Lazare Denizot est un professionnel expérimenté.

## Le récit
Le récit débute par l’assaut de deux cavaliers courant sur la voie qui obligent Lazare à freiner ce qui est suivi par  un combat entre le colonel Joubert, ennemi des chemins de fer et le mécanicien, ringard contre sabre, qui se termine par la  déroute de l’agresseur. Cependant, le chauffeur blessé par un coup de sabre étant hors d’état de reprendre son service, Lazare redémarre en assurant l’alimentation du foyer et la conduite jusqu’à Tonnerre d’où il assure ensuite la traction jusqu’à Dijon du train du prince Walewsky partant à la rencontre de Cavour.
Parti à la recherche de son agresseur, le colonel Joubert, il tombe amoureux de sa fille, Incarnation, qui le suit à Dijon.
Le roman est riche de péripéties et d’informations sur la société cheminote du Second-Empire.
Conflit avec un lieutenant qui  lui refusait un arrêt nécessaire pour faire l’eau lors de la remorque d’un train de transport de troupes partant de Paris vers la Méditerranée pour la guerre de Crimée, ce qui entraine la révocation du chemin de fer de Lazare qui embauche dans une entreprise de forge à Dijon où il rencontre Gustave Eiffel qui construisait, à cette époque, le pont sur la Garonne à Bordeaux. Celui-ci  intercède auprès de l’ingénieur en chef pour obtenir sa réintégration du chemin de fer.
Discussions sur la religion avec son frère de lait, prêtre hostile au chemin de fer et avec son camarade de séminaire influencé par Lamennais. Fiançailles avec Caroline, fille de Jeandrot son logeur également mécanicien, au désespoir d’Incarnation « la Fauvette noire » qui se suicide en se jetant sous les roues d’une locomotive.
Procès de Jeandrot et de son chauffeur, accusés d’avoir causé  un accident pour s’être endormis après trente-huit heures de conduite. Forge d’un abri de locomotive pour protéger l’équipe de conduite du souffle et des intempéries. Proposition d’un injecteur automatique  d’eau dans la chaudière, ce dispositif venant par ailleurs d’être inventé par Giffard.
Mariage de Caroline et de Lazare. Naissance de leur fils Joseph  :  « ça fera un sapré mécanicien… Mais lui aura un abri contre la pluie et le vent ! Je le Jure ! ». 
Rencontre avec le syndicaliste Tolain venu demander de désigner deux délégués à la Première Internationale à Londres.
Le roman se termine le jour de l’inauguration de la ligne reliant Dijon à la Suisse où Lazare rencontre  le colonel Joubert, âgé de 86 ans, qui reconnait sa défaite  dans le combat contre le chemin de fer, et se suicide.

## Princesse du rail
Le scénario de la série télévisée La Princesse du rail reprend la plupart des thèmes du roman et de ceux de la Pie saoule, transposés de la Bourgogne aux Cévennes, une dizaine plus tard. On y voit la Crampton du roman, machine de vitesse et de plaine sur une ligne de montagne aux pentes plus fortes, ce qui ne lui convient guère.

## Histoire du chemin de fer 1870-1871
Le roman est suivi de 3 chapitres qui n’ont été publiés qu'en 2003 aux éditions Omnibus dans le volume "Les livres du rail" à la suite des Chevaliers du chaudron. D’après la préface de Claudine Vincenot, Henri Vincenot en avait rédigé en 1956 le manuscrit auquel il renonça à donner une suite, les Mémoires d'un enfant du rail étant situés dans les années 1920.
Ce récit se déroule pendant la guerre franco-prussienne de 1870. Lazare conduit une locomotive haut-le-pied de Dijon à Talmay avec des officiers pour repérer l'avancée de l'armée allemande.  
Il emmène Caroline et son fils Joseph âgé de 8 ans à pied de Dijon à Châteauneuf son village natal à 32 km pour protéger sa famille des combats qui menaçaient Dijon. Il revient à Dijon dans la nuit après un plantureux repas et un court repos pour « être sur sa machine à midi ». Nous assistons à la bataille de Châteauneuf, une des rares victoires de l'armée française de cette guerre.  
Après la fin de la guerre, la famille revient à Dijon en voiture de poste jusqu'à Blaisy puis en train de Blaisy à Dijon. Joseph, fils de mécanicien n'avait jamais pris le train.

## Éditions
: document utilisé comme source pour la rédaction de cet article.
- Les chevaliers du chaudron, Paris, Denoël, coll. « Folio », 1960, 223 p..
- Les chevaliers du chaudron, Paris, Denoël, coll. « Folio », 1976, 220 p..
- Les chevaliers du chaudron, Paris, Gallimard, coll. « Folio », 1981, 217 p..
- Les livres du rail : Les chevaliers du chaudron, Paris, Omnibus, 2003, 123-235 p. (ISBN 2-258-06027-3)